# Vitkovo
Vitkovo (en serbio cirílico : Витково) es un pueblo de Serbia, situado en el municipio de Aleksandrovac, en el distrito de Rasina. En el censo de 2011 contaba con 492 habitantes.

## Demografía
| 1948 | 1953 | 1961 | 1971 | 1981 | 1991 | 2002 | 2011 |
| ---- | ---- | ---- | ---- | ---- | ---- | ---- | ---- |
| 481  | 535  | 565  | 514  | 493  | 565  | 488  | 492  |